# Modern Times Rock ’n’ Roll
A Modern Times Rock ’n’ Roll a hetedik dal a brit Queen együttes 1973-as bemutatkozó albumáról, a Queenről. A szerzője Roger Taylor dobos volt.
Ez volt az első Queen-dal, amelyen ő énekelt. Az együttesen belül a keményebb, nyersebb hangvételű dalokat szerette, a hangjához is jól illettek az ilyen felvételek. Ez a stílusa később sok az 1970-es években írt dalában felbukkan: Loser in the End, I’m in Love with My Car, Rock It (Prime Jive). A felvételen egy pillanatra hallható John Anthony producer is, a dal végi öblös hangot ő produkálta.
1973. december 3-án a BBC rádió stúdiójában felvettek egy az eredeti albumverzióhoz hasonló verziót, amely 1989-ben az At the Beeb válogatásalbumon jelent meg.
A korai koncerteken Freddie Mercury énekelte.

## Közreműködők
- Ének: Roger Taylor
- Háttérvokál: Freddie Mercury, John Anthony

Hangszerek:
- Brian May: Red Special
- Freddie Mercury: Bechstein zongora
- John Deacon: Fender Precision Bass
- Roger Taylor: Ludwig dobfelszerelés